# Flat Top-Fallingwater Cascades Trail
Le Flat Top-Fallingwater Cascades Trail est un sentier de randonnée américain dans les comtés de Bedford et Botetourt, en Virginie. Long de 8,69 kilomètres, il arpente les montagnes Blue Ridge et permet notamment d'observer les cascades Fallingwater, des chutes d'eau sur la Fallingwater Creek. Il est classé National Recreation Trail depuis 1982.